# Cherno Omar Jallow
Cherno Omar Jallow (* 7. August 1959) ist ein gambischer Politiker.

## Leben
| Parlamentswahl | Stimmen | Stimmanteil     |
| -------------- | ------- | --------------- |
| 2007           | 4.498   | 77,98 %         |
| 2012           | n/a     | ohne Konkurrenz |

Cherno Omar Jallow trat bei der Wahl zum Parlament 2007 als Kandidat der Alliance for Patriotic Reorientation and Construction (APRC) im Wahlkreis Upper Niumi in der Kerewan Administrative Area an. Mit 77,98 % konnte er den Wahlkreis vor Ebrima K. Sonko (UDP) für sich gewinnen. Bei der Wahl zum Parlament 2012 trat Khan im selben Wahlkreis erneut an. Da es von der Opposition keinen Gegenkandidaten gab, konnte er den Wahlkreis für sich gewinnen. Zu der Wahl zum Parlament 2017 trat Jallow nicht als Kandidat an.